# Mykola Schmatko

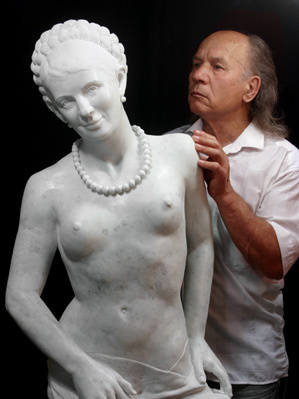
Mykola Schmatko und die „Ukrainische Aurora“

Kloster Swjatohirsk, Swjatohirsker Gottesmutter

Mykola Hawrylowytsch Schmatko (ukrainisch Микола Гаврилович Шматько; * 17. August 1943 in Krasnohoriwka, Oblast Donezk, Ukrainische SSR; † 15. September 2020 in Perejaslaw) war ein ukrainischer Bildhauer und Maler.

## Leben
Mykola Schmatko lebte und arbeitete in der Ukraine. Er hatte zwei Söhne, mit denen er bei einigen Projekten zusammenarbeitete. Während seines Schaffenswegs hat er ohne Unterstützung des Staats oder der Mäzene mehr als 750 Denkmäler (Basreliefs, Hochreliefs, Skulpturen) und 500 Bilder erstellt. In der Galerie „Schmatko & Söhne“ sind mehr als 70 Skulpturen aus Uralmarmor und 250 Bilder (Gemälde und Graphiken) ausgestellt.
2000 wurde Mykola Schmatko zum Professor des Lehrstuhls für Kunstschaffen und Kunst des Moskauer Instituts der Weltzivilisation ernannt.
2004 wurde Schmatko nach langen Verhandlungen mit der Verwaltung des Donezker Gebiets und dem Oberen der Swjatogorsker Lawra beauftragt, die Skulptur der Swjatogorsker Gottesmutter zu entwerfen und in Marmor auszuführen. Die 4,2 m hohe Skulptur meißelte Schmatko aus 2 Blöcken Uralmarmor mit dem Gewicht von zusammen 40 t. Im Herbst 2004 wurde die Lawra nach umfangreichen Restaurierungsarbeiten mit der neuen Skulptur wiedereröffnet. Für seine Verdienste wurde Schmatko von Wolodymyr, dem Metropoliten Kiews und der ganzen Ukraine, mit dem Nestor-Orden 3. Grades ausgezeichnet.
Im Herbst 2005 wurde die Preobraschenskaja-Kirche in Keleberda, Oblast Poltawa, mit der Schmatko-Skulptur der Kreuzigung Jesu Christi eröffnet.

## Ausstellungen
- Ständige Ausstellung in der Galerie „Shmatko & Sons“, 1985–1991 (Bolgrad, Oblast Odessa)
- Ständige Ausstellung in der Galerie „Shmatko & Sons“, 1991–2003 (Krasnyj Lutsch, Oblast Luhansk)
- Persönliche Ausstellung in Luhansk, 1992
- Persönliche Ausstellung in Kiew, 1993
- Persönliche Ausstellung im Institut der Weltzivilisation, 2000 (Moskau)
- Persönliche Ausstellung in Donezk, 2003
- Ständige Ausstellung in der Galerie „Shmatko & Sons“, 2003–2004 (Slowjansk, Oblast Donezk)
- Ständige Ausstellung in der Galerie „Shmatko & Sons“, 2004–2010 (Luhansk)
- Die florentische Biennale 2007 – vierter Preis im Bereich „Skulptur und Installation“ (Florenz, Italien)[5]
- Die florentische Biennale 2009 (Florenz)
- 2012: Art Monaco 2012, Monaco, Frankreich

## Werke in Museumsbesitz

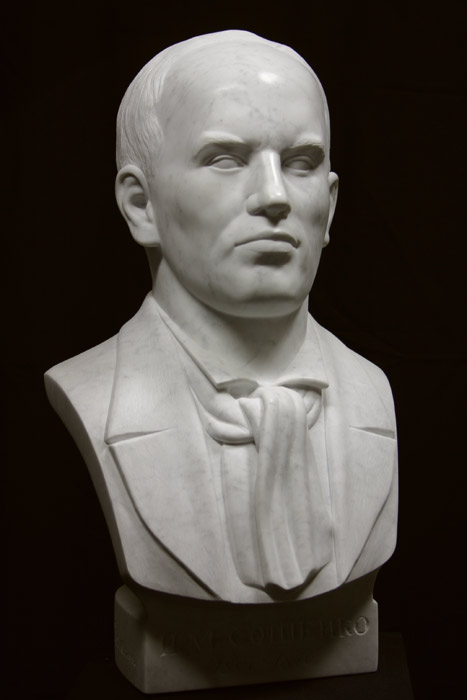
Iwan Soschenko (Arbeit von Mykola Schmatko)

- Büste von Iwan Soschenko, angefertigt von Mykola Schmatko. Sie befindet sich im Taras-Schewtschenko-Museum der Russische Kunstakademie, Sankt Petersburg.[6][7]